# 惑星数が多い惑星系の一覧

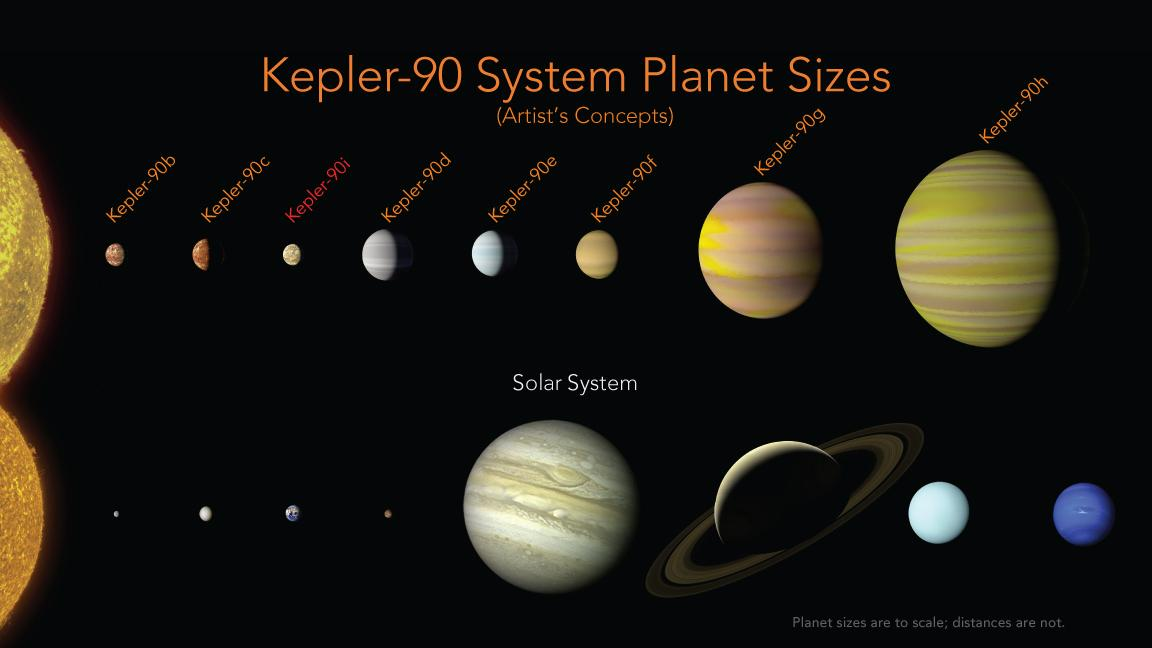
ケプラー90系

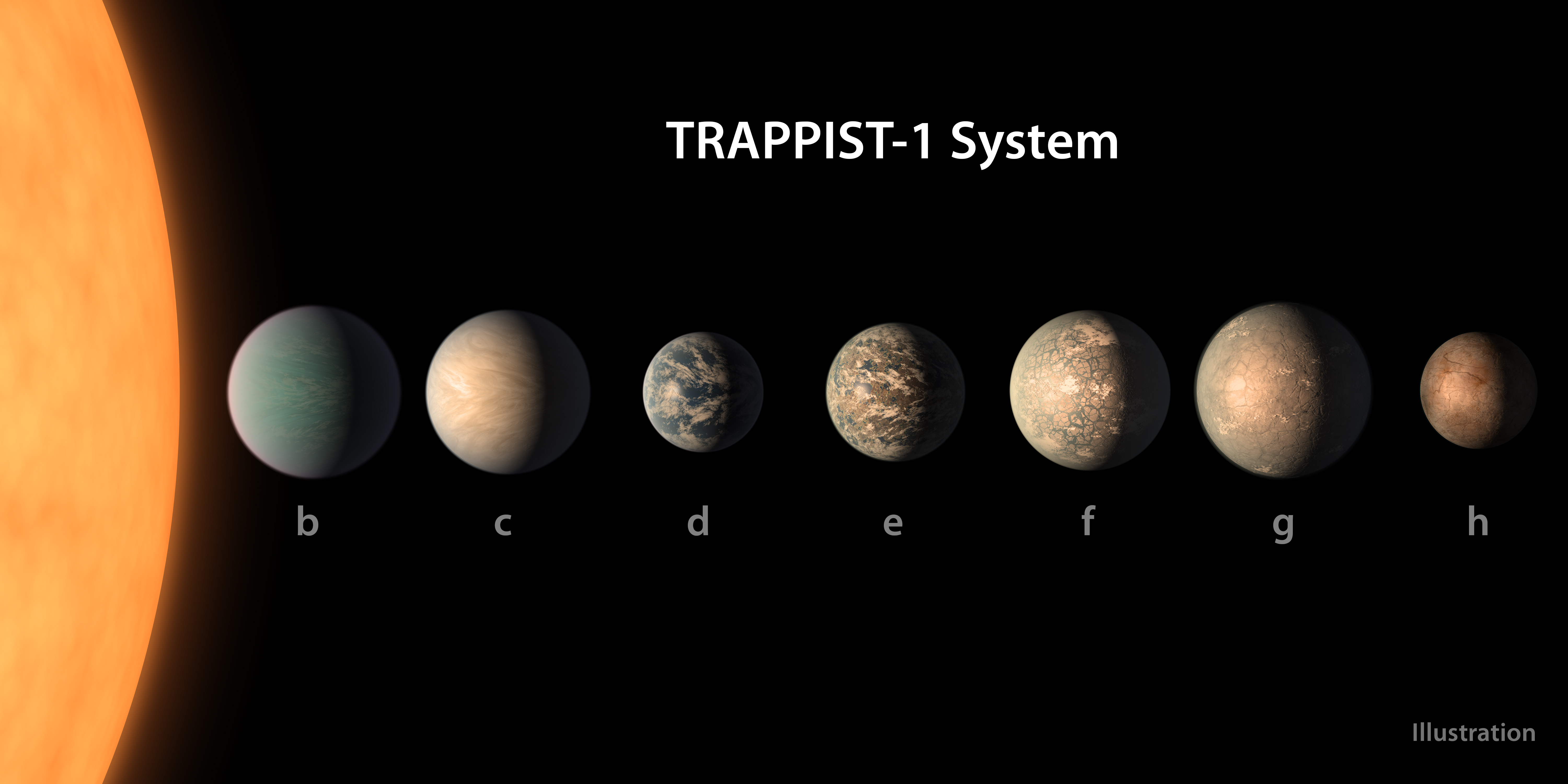
TRAPPIST-1系

惑星数が多い惑星系の一覧（わくせいすうがおおいわくせいけいのいちらん）では、惑星が多く公転している惑星系について述べる。ここでは、惑星を6個以上存在する惑星系を記載する。

## 一覧
- グリーゼ近傍恒星カタログでの表記はすべて「GJ」にしている。（例: グリーゼ581 → GJ 581）
- 発見方法の欄にある「RV」はドップラー分光法、「T」はトランジット法、「O」はそれら以外の発見方法を表す。
- 惑星の欄は予想される形態により以下の4色によって表されている。

| 地球型惑星 | 海王星型惑星 | 木星型惑星 | 不明 |

### 6個以上惑星を持つことが確認されている惑星系
2022年10月25日時点で、8個の惑星を持つことが確認されている惑星系は1、7個は2、6個は12存在する。この表では確認された惑星のみを記載し、それ以外の候補・未確認の惑星がある場合は注釈にて説明する。確認されている惑星のみを記載しているため、途中に未確認の惑星がある場合はアルファベットが連続していない。

### 6個以上惑星を持っている可能性のある惑星系
この表では惑星候補（存在する可能性のある惑星）も「*」をつけて記載する。それ以外の未確認の惑星がある場合は注釈にて説明する。ここに記載されている惑星系は、確認された惑星系のみでは6個より少ないものの、更に惑星が存在する可能性があり、その惑星候補も入れると惑星数が6個以上になる惑星系である。2020年12月27日時点で、6個の惑星を持つ可能性がある惑星系は3存在する。

### かつて6個以上惑星を持つとされていた惑星系
この表では未確認の惑星も括弧をつけて記載する。この表には6個以上惑星が存在するとされていた時点での惑星を記載し、それ以降に発見された惑星は記載しない（注釈にて説明する）。ここに記載されている惑星系は、かつては6個以上惑星を持つとされていたが、後の観測により一部の惑星が存在しないとされることなどが原因で現在は6個以上惑星を持つとされていない惑星系を記載する。かつて6個以上惑星を持つとされていた惑星系は2存在する。